# ئی‌اف جوی

موقعیت ستارهٔ «ای‌اف جوی» دایرهٔ سرخ

ای‌اف جوی یک ستاره است که در صورت فلکی جوی قرار دارد.